# بيتر مكاي (سياسي كندي)
بيتر مكاي هو سياسي كندي، ولد في 1 نوفمبر 1836 في كندا، وتوفي في 1 سبتمبر 1910 في نفس البلد. حزبياً، نشط في حزب كندا المحافظ. وقد انتخب عضو مجلس العموم الكندي.